# The Life of a Cowboy
The Life of a Cowboy je americký němý film z roku 1906. Režisérem je Edwin S. Porter (1870–1941). Film trvá zhruba 17 minut a premiéru měl v červnu 1906.

## Děj
Kovboj se zúčastní únosu mladé ženy. Poté, co je zachvácen výčitkami svědomí, ji pomůže zachránit.